# Angela Mudge

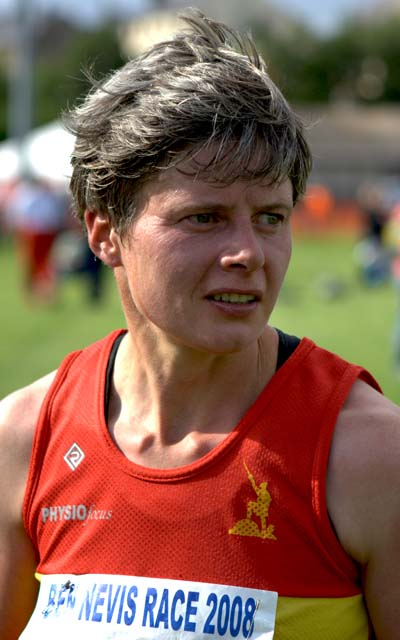
Angela Mudge (2008)

Angela Mudge (* 8. Juli 1970 in Tavistock, Devon) ist eine schottische Berg- und Crossläuferin und zählt zu den Weltbesten ihres Fachs.

## Werdegang
Mudge hatte seit ihrer Geburt Defekte an beiden Beinen, entdeckte ihren Sport erst als Postgraduate-Studentin der University of Edinburgh, an der sie einen Ph.D. erwarb, in der Mitte der 1990er Jahre und entwickelte sich seitdem enorm.
Im August 1999 gewann sie den Schlickeralmlauf, und sie konnte 2000 den Matterhornlauf sowie den Hochfellnberglauf für sich entscheiden. International gewann sie im Jahr 2000 die Berglauf-Weltmeisterschaften und die (World Mountain Running Trophy) der Frauen.
2005 gewann sie die World Masters Mountain Running Championships und bei den Berglauf-Weltmeisterschaften 2005 wurde sie Zweite mit dem schottischen Team in der Gruppenwertung.

2006 und 2007 gewann sie die Buff Skyrunner World Series.
Sie wurde im Juni 2008 auf einer Liste geführt von „100 things we still love about sport“ der Zeitung The Observer.